# Cartão de eleitor
O cartão de eleitor, em Portugal, era o documento necessário para um cidadão poder votar.
O cartão de eleitor deixou de ser emitido em 2008 e o número de eleitor foi eliminado em agosto de 2018.
O cartão de eleitor só era válido no concelho e na freguesia onde o cidadão vivia, não podendo votar noutro local com a apresentação do mesmo cartão.
O cartão de eleitor deixou de ser necessário em 2008 e os cidadãos maiores de 18 anos passaram a poder votar apenas com o bilhete de Identidade ou cartão de cidadão na área onde residam.

## Condições
Para poder ser emitido o cartão de eleitor era preciso haver as seguintes condições:
- Ter mais de 18 anos;
- Ser cidadão português;
- Viver e ser recenseado no concelho e freguesia onde o cartão é emitido;
- Apresentar um documento identificativo, como o bilhete de identidade ou a carta de condução.